# Liste der Flüsse in Andorra

Karte der hydrografischen Becken Andorras

Dieser Artikel enthält eine Liste der wichtigsten Flüsse von Andorra, erstellt vom Institut dʼEstudis Andorrans. Alle diese Flüsse sind gesetzlich geschützt.
Es handelt sich um grenzüberschreitende Flüsse: die Valira, die in den Segre mündet, der Runer, der die Grenze zu Alt Urgell bildet, die Ariège, die an Frankreich grenzt und in die Garonne mündet, und der Riu dʼOs, der das Dorf Os de Civís in Alt Urgell durchquert und auf andorranischem Gebiet in den Valira mündet.
In vielen Fällen werden mehrere Abschnitte mit unterschiedlichen Namen unterschieden. Bezeichnenderweise betrachten viele Autoren die Valira dʼOrient als den oberen Abschnitt der Valira, lokal werden sie jedoch als eigenständige Flüsse und Becken behandelt.
Die Liste der Flüsse ist nach hydrografischen Einzugsgebieten der ersten Ebene geordnet: Valira, Valira del Nord, Valira dʼOrient, Arieja und der Fluss Llosa, der am Hang der Cerdanya liegt und keinen nennenswerten Flusslauf in Andorra hat. Die Flüsse sind nach Oberlauf und Nebenflüssen geordnet. Die angegebenen Koordinaten entsprechen der Mündung bzw. der untersten Ebene.

## Valira-Becken
| Name                                    | Nebenfluss von         | Länge / Alt. Quellmündung (m) | Standort | Code     | Bild |
| --------------------------------------- | ---------------------- | ----------------------------- | -------- | -------- | ---- |
| Valira                                  | Segre                  | 12.345 1.021–842              | ⊙        | IEA-R-1  |      |
| Runer                                   | Valira                 | 4.940 1.995–842               | ⊙        | IEA-R-4  |      |
| Riu del Llosar, de la Fontaneda o Negre | Valira                 | 4.049 1.750–865               | ⊙        | IEA-R-5  |      |
| Riu dʼAubinyà                           | Valira                 | 10.012 2.558–880              | ⊙        | IEA-R-6  |      |
| Riu de la Peguera                       | Riu dʼAubinyà          | 3.578 2.622–1.415             | ⊙        | IEA-R-9  |      |
| Riu de les Castelletes                  | Riu dʼAubinyà          | 1.401 2.295–1.671             | ⊙        | IEA-R-7  |      |
| Riu de Caborreu                         | Riu de les Castelletes | 1.400 2.485–1.884             | ⊙        | IEA-R-8  |      |
| Riu dʼAixirivall                        | Valira                 | 5.461 2.587–897               | ⊙        | IEA-R-12 |      |
| Riu de Llumeneres                       | Riu dʼAixirivall       | 4.400 2.339–936               | ⊙        | IEA-R-11 |      |
| Riu dʼOs                                | Valira                 | 15.393 2.432–921              | ⊙        | IEA-R-13 |      |
| Riu dʼEnclar                            | Valira                 | 3.746 2.389–966               | ⊙        | IEA-R-14 |      |
| Canal dels Maians                       | Valira                 | 2.138 1.629–989               | ⊙        | IEA-R-18 |      |
| Canal de la Font del Cuc                | Canal dels Maians      | 642 1.596–1.265               | ⊙        | IEA-R-16 |      |
| Riu de la Comella                       | Valira                 | 4.990 2.335–993               | ⊙        | IEA-R-15 |      |
| Riu de lʼAvier                          | Riu de la Comella      | 2.359 2.295–1.299             | ⊙        | IEA-R-19 |      |

## Valira del Nord-Becken
| Name                    | Nebenfluss von   | Länge / Alt. Quellmündung (m) | Standort | Code     | Bild |
| ----------------------- | ---------------- | ----------------------------- | -------- | -------- | ---- |
| Valira del Nord         | Valira           | 14.580 1.495–1.021            | ⊙        | IEA-R-3  |      |
| Riu de Montaner         | Valira del Nord  | 4.951 1.998–1.142             | ⊙        | IEA-R-37 |      |
| Riu dels Cortals        | Valira del Nord  | 2.558 1.825–1.173             | ⊙        | IEA-R-38 |      |
| Riu dʼArinsal           | Valira del Nord  | 3.056 1.335–1.210             | ⊙        | IEA-R-39 |      |
| Riu de Pal              | Riu dʼArinsal    | 6.231 2.239–1.335             | ⊙        | IEA-R-40 |      |
| Riu del Prat del Bosc   | Riu de Pal       | 2.037 2.016–1.529             | ⊙        | IEA-R-56 |      |
| Riu Pollós              | Riu dʼArinsal    | 3.900 1.758–1.335             | ⊙        | IEA-R-41 |      |
| Riu de Comallempla      | Riu Pollós       | 3.373 2.496–1.519             | ⊙        | IEA-R-57 |      |
| Riu de Coma Pedrosa     | Riu Pollós       | 4.285 2.805–1.758             | ⊙        | IEA-R-43 |      |
| Riu dʼAreny             | Riu Pollós       | 1.513 2.044–1.758             | ⊙        | IEA-R-44 |      |
| Riu del Bancal Vedeller | Riu dʼAreny      | 1.422 2.631–2.044             | ⊙        | IEA-R-58 |      |
| Riu de Montmantell      | Riu dʼAreny      | 1.507 2.535–2.044             | ⊙        | IEA-R-45 |      |
| Riu de Segudet          | Valira del Nord  | 3.678 1.941–1.261             | ⊙        | IEA-R-59 |      |
| Riu de lʼEnsegur        | Valira del Nord  | 4.539 2.609–1.404             | ⊙        | IEA-R-47 |      |
| Riu de lʼAngonella      | Valira del Nord  | 5.586 2.643–1.404             | ⊙        | IEA-R-46 |      |
| Riu de Tristaina        | Valira del Nord  | 5.753 2.287–1.495             | ⊙        | IEA-R-48 |      |
| Riu dʼArcalís           | Riu de Tristaina | 1.839 2.354–1.875             | ⊙        | IEA-R-62 |      |
| Riu de Rialb            | Valira del Nord  | 6.049 2.422–1.495             | ⊙        | IEA-R-50 |      |
| Riu de Sorteny          | Riu de Rialb     | 2.534 2.067–1.694             | ⊙        | IEA-R-49 |      |
| Riu de la Serrera       | Riu de Sorteny   | 3.010 2.765–2.067             | ⊙        | IEA-R-61 |      |
| Riu de la Cebollera     | Riu de Sorteny   | 1.669 2.521–2.067             | ⊙        | IEA-R-60 |      |
| Torrent del Forn        | Riu de Rialb     | 1.614 2.521–2.001             | ⊙        | IEA-R-17 |      |

## Valira dʼOrient-Becken
| Name                      | Nebenfluss von      | Länge / Alt. Quellmündung (m) | Standort | Code     | Bild |
| ------------------------- | ------------------- | ----------------------------- | -------- | -------- | ---- |
| Valira dʼOrient           | Valira              | 24.102 2.108–1.021            | ⊙        | IEA-R-2  |      |
| Riu Madriu                | Valira dʼOrient     | 12.458 2.658–1.056            | ⊙        | IEA-R-20 |      |
| Riu de Perafita           | Riu Madriu          | 5.300 2.467–1.420             | ⊙        | IEA-R-21 |      |
| Riu de Claror             | Riu de Perafita     | 3.510 2.500–2.000             | ⊙        | IEA-R-22 |      |
| Riu Aixec                 | Valira dʼOrient     | 407 1.333–1.273               | ⊙        | IEA-R-53 |      |
| Riu dels Cortals dʼEncamp | Riu Aixec           | 6.591 2.404–1.333             | ⊙        | IEA-R-23 |      |
| Riu de la Serrera         | Riu Aixec           | 458 1.421–1.333               | ⊙        | IEA-R-27 |      |
| Riu de les Agols          | Riu de la Serrera   | 3.112 2.229–1.421             | ⊙        | IEA-R-26 |      |
| Riu de les Pardines       | Riu de la Serrera   | 1.977 1.832–1.421             | ⊙        | IEA-R-52 |      |
| Riu de la Coma dels Llops | Riu de les Pardines | 3.687 2.733–1.832             | ⊙        | IEA-R-24 |      |
| Riu dʼEnsagents           | Riu de les Pardines | 3.213 2.506–1.832             | ⊙        | IEA-R-25 |      |
| Riu del Forn              | Valira dʼOrient     | 2.431 2.019–1.421             | ⊙        | IEA-R-28 |      |
| Riu de Montaup            | Valira dʼOrient     | 4.359 2.432–1.522             | ⊙        | IEA-R-29 |      |
| Riu de la Vall del Riu    | Valira dʼOrient     | 4.456 2.533–1.549             | ⊙        | IEA-R-30 |      |
| Riu de la Coma            | Valira dʼOrient     | 7.292 2.618–1.637             | ⊙        | IEA-R-31 |      |
| Riu dʼIncles              | Valira dʼOrient     | 4.250 1.836–1.700             | ⊙        | IEA-R-32 |      |
| Riu del Manegor           | Riu dʼIncles        | 2.720 2.312–1.836             | ⊙        | IEA-R-36 |      |
| Riu de Juclar             | Riu dʼIncles        | 2.796 2.297–1.836             | ⊙        | IEA-R-35 |      |
| Riu dels Colells          | Valira dʼOrient     | 1.158 2.286–2.108             | ⊙        | IEA-R-55 |      |
| Riu dels Pessons          | Valira dʼOrient     | 1.153 2.347–2.108             | ⊙        | IEA-R-54 |      |

## Ariège-Becken
| Name              | Nebenfluss von | Länge / Alt. Quellmündung (m) | Standort | Code     | Bild |
| ----------------- | -------------- | ----------------------------- | -------- | -------- | ---- |
| Ariège            | Garonne        | 11.299 2.258-1.575            | ⊙        | IEA-R-33 |      |
| Riu de Sant Josep | Ariège         | 4.721 2.517-1.773             | ⊙        | IEA-R-34 |      |